# Harathale, Nanjangud
Harathale là một làng thuộc tehsil Nanjangud, huyện Mysore, bang Karnataka, Ấn Độ.